# العبور عبر الأطلسي

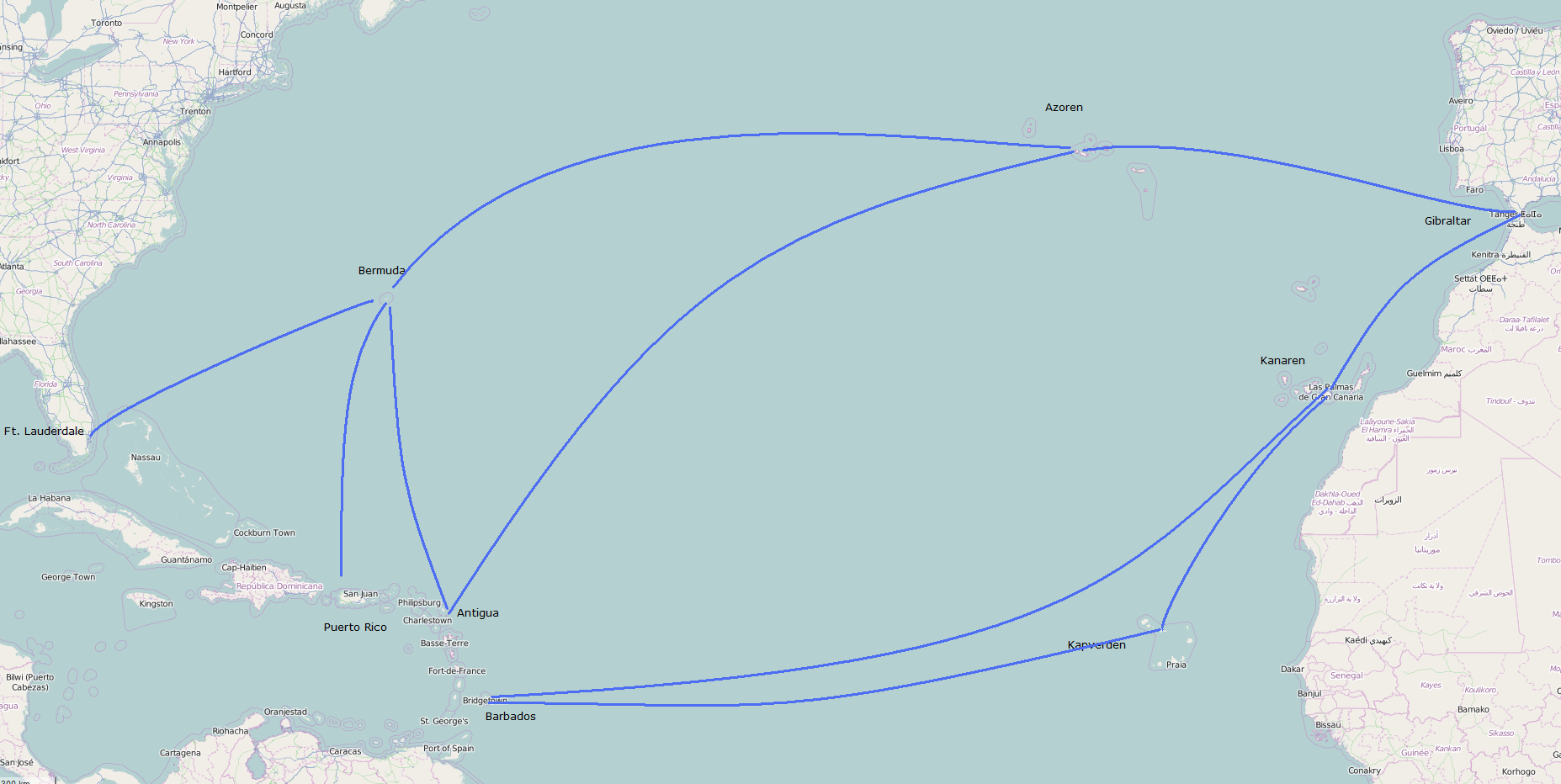

المعابر عبر الأطلسية هي طرق للمسافرين والبضائع عبر المحيط الأطلسي بين أوروبا وأفريقيا والأمريكتين. تُعد أغلبية حركة السفر عبر المحيط الأطلسي بين أوروبا الغربية وأمريكا الشمالية. بعد قرون من التجارة المتفرقة للفايكينغ مع الماركلاند، أنشئ طريق تجارة اعتيادي وقائم عبر المحيط الأطلسي عام 1566 عن طريق أساطيل الهند الغربية التابعة لإسبانيا التي تبعت رحلات كريستوفر كولومبوس.

## عن طريق البحر
قبل القرن التاسع عشر، كانت المعابر عبر الأطلسية تُعبر من خلال السفن البحرية وكانت الرحلات تأخذ وقتًا طويلًا وفي غالب الأحيان تكون محفوفةً بالمخاطر. افتتحت إسبانيا أول طريق تجاري عبر المحيط الأطلسي بعد بضعة عقود من الاكتشاف الأوروبي للأمريكتين، مع إنشاء أساطيل جزر الهند الغربية في عام 1566، وهو نظام قافلة يربط بانتظام بين أراضيها في الأمريكتين وإسبانيا لأكثر من قرنين. أنشأت البرتغال طريقًا بحريًا مشابهًا بين موانئها في البرازيل والبر الرئيسي. تبعتها قوى استعمارية أخرى، مثل بريطانيا وفرنسا وهولندا، بعد استعمارهم العالم الجديد.
أصبحت المعابر عبر الأطلسية أسرع وأكثر أمانًا وأكثر موثوقية مع ظهور البواخر في القرن التاسع عشر. بدأت عابرات المحيط الضخمة بالعبور المخطط المنتظم، وسرعان ما أصبحت رمزًا وطنيًا وتهافتت الشركات لبناء أكبر وأسرع وأفخم عابرات المحيط للعبور عبر المحيط الأطلسي. بنت الولايات المتحدة والمملكة المتحدة وفرنسا وألمانيا وإيطاليا عابرات المحيط الأشهر. من الأمثلة على بعض عابرات المحيط عبر الأطلسية الشهيرة آر إم إس تايتانيك (لم تقم سوى برحلة واحدة لم تنجح بسبب الاصطدام بجبل جليدي) و آر إم إس لولويزيتانا وآر إم إس ماوريتانا وآر إم إس أولمبيك وإس إس ريكس وإس إس أميركا وإس إس يونايتد ستيتس وإس إس آر إم كوين ماري، وإس إس إيل دو فرانس وإس إس نورماندي وآر إم إس كوين إليزابيث وإس إس فرانس وكوين إليزابيث 2 وآر إم إس كوين ماري2.
تُمنح الريبانة الزرقاء لأعلى سرعة للعبور عبر الأطلسي. حددت عابرة المحيط الأمريكية يونايتد ستيتس الرقم القياسي الحالي للإبحار شرقًا في يوليو 1952؛ عبرت السفينة خلال 3 أيام و10 ساعات و40 دقيقة. منحت موسوعة غينيس للأرقام القياسية العالمية أرقامًا عالمية لفئات مختلفة مثل عابرات المحيط الفاخرة والقوارب الشراعية وقوارب التجديف. نظرًا لشكل القارات ومساعدة (أو مقاومة) تيارات المحيط، يكون العبور شرقًا أسرع من العبور غربًا.
خلال الحرب العالمية الثانية، كان العبور عبر الأطلسي مهمًا جدًا للمملكة المتحدة، إذ استولت ألمانيا وحلفاؤها على معظم أوروبا ومنع التجارة والإمدادات؛ يُعرف الكفاح للعبور عبر الأطلسي باسم معركة الأطلسي.

### العبور في مراكب صغيرة

#### زودياك
في عام 1952، عبر آلان بومبار المحيط الأطلسي من الشرق إلى الغرب، وقضى 113 يومًا هائمًا في قارب زودياك.

#### الطوافات
في عام 1956، عبر هنري بودو المحيط الأطلسي من الغرب إلى الشرق، من هاليفاكس إلى فالماوث، على طواف من الأخشاب والحبال، ليغاريه 2، خلال 88 يومًا.
في عام 1970، عبر ثور هيردال المحيط الأطلسي في را 2، وهو طواف من ورق البردي مبني على تصميم مصري قديم. تبعت هذه الرحلة محاولة فاشلة في العام السابق في طوافته الأولى را 1.
في عام 1988، عبرت طوافة البواقي، سان أوف تاون هول، المحيط الأطلسي الشمالي.
في عام 2011، عبر أنتوني سميث وأنتيكي المحيط الأطلسي.

#### التجديف
في 13 يونيو 2003، بدأ المجدفة الفرنسية مود فونتنوي العبور الشرقي للمحيط الأطلسي من سان بيير إت ميكيلون. وصلت إلى لاكورونيا في إسبانيا في العاشر من أكتوبر، لتصبح أول امرأة تنجز هذا العمل الفذ.
في عام 2005 ، حطم فيفالدي أتلانتيك 4 الرقم القياسي السابق للتجديف وهو 55 يومًا وسجل رقماً قياسياً جديداً بلغ 39 يومًا.
في 26 أكتوبر 2010، كان البولندي ألكسندر دوبا الستيني أول فرد مسجل يكمل عبور عبر المحيط الأطلسي دون توقف باستخدام الكاياك (قارب أحادي صغير). غادر داكار في السنغال ووصل إلى البرازيل بعد 99 يومًا.

#### الإبحار
خلال النصف الثاني من القرن التاسع عشر، بدأ العبور المتمهل عبر الأطلسي يزداد شيئًا فشيئًا، خاصة مع يخوت الإبحار الأكبر والأفخم. على مدى القرن الماضي أصبح الإبحار ذائع الصيت، وسهل الوصول. ما اعتُبر أن يكون محيطًا شاسعًا قد تحول إلى ممر شائع بشكل متزايد للمسافرين المغامرين في المحيطات. مع القوارب الحديثة المجهزة تجهيزًا جيدًا، أصبح العبور أكثر أمانًا وجدوى مما كان عليه في الماضي. تعبر مئات اليخوت الشراعية المحيط الأطلسي كل عام. تسافر معظم القوارب في شمال الأطلسي بدءًا من أوروبا إلى البحر الكاريبي أو أمريكا الجنوبية. تأخذ بعض القوارب المعبر من أفريقيا إلى الجانب الآخر. تذهب معظم القوارب، من الأمريكيتين، باتجاه أوروبا. توجد طرق مختلفة عديدة. تُعد دائرة شمال الأطلسي الطريق الأكثر شعبية، مدفوعة بالرياح الموسمية والتجارية؛ يمتد الطريق الجنوبي من الشرق إلى الغرب والطريق الشمالي من الغرب إلى الشرق. يسافر عدد صغير ولكن متزايد من اليخوت برحلة على خطوط العرض العالية مثل الممر الشمالي الغربي أو عبور جنوب المحيط الأطلسي من أفريقيا إلى البرازيل.

#### سباقات التجديف عبر الأطلسي
في عام 1997، أقيم أول سباق تجديف بين الشرق والغرب في المحيط الأطلسي، ويمتد من جزر الكناري إلى البحر الكاريبي. يعمل هذا السباق، الآن، مرة واحدة كل عامين أو نحو ذلك.
في عام 2006، أقيم أول سباق تجديف بين الغرب والشرق وشمال الأطلسي، يمتد من مدينة نيويورك إلى فالماوث، كورنوال في المملكة المتحدة.

## الرحلات الجوية عبر الأطلسي
تجاوزت الرحلات الجوية عبر المحيط الأطلسي عابرات المحيطات باعتبارها النمط السائد لعبور المحيط الأطلسي في منتصف القرن العشرين. في عام 1919، أصبحت طائرة إن سي4 الأمريكية أول طائرة تعبر المحيط الأطلسي (ولكن على مراحل متعددة). في وقت لاحق من ذلك العام، قامت طائرة فيكرز فيمي البريطانية والتي يقودها ألكوك وبراون بأول رحلة عبر الأطلسي دون توقف من نيوفاوندلاند إلى أيرلندا. وفي عام 1919 أيضًا، كان البريطانيون أول من عبر المحيط الأطلسي في سفينة هوائية عندما طارت السفينة الهوائية آر34 بقيادة الرائد جورج هيربرت سكوت من القوات الجوية الملكية مع طاقمه والركاب من إيست فورتشن في اسكتلندا إلى مينيولا في لونغ آيلاند، مغطيةً مسافة بعيدة حوالي 4800 كم في حوالي أربعة أيام ونصف؛ ثم عادت إلى إنجلترا، وبذلك أكملت أيضًا أول عبور مزدوج للمحيط الأطلسي (شرق - غرب - شرق). أنجِز أول عبور جوي لجنوب الأطلسي بواسطة الطيارين البحريين البرتغاليين غاغو كوتينهو وسكادورا كابرال في عام 1922. طار كوتينهو وكابرال من لشبونة في البرتغال، إلى ريو دي جانيرو في البرازيل على مراحل، باستخدام ثلاث طائرات فايري 3 مختلفة، وعبرا مسافة 8383 كيلومتر بين 30 مارس و 17 يونيو. أنجِز أول عبور ليلي للمحيط الأطلسي خلال الفترة من 16 إلى 17 أبريل 1927 بواسطة الطيارين البرتغاليين سارمينتو دي بيريز وخورخي دي كاستيلهو ومانويل غوفيا، إذ طارا من أرخبيل بيجاجوس في غينيا البرتغالية إلى فرناندو دي نورونها في البرازيل في أرغوس وهو قارب طيران مشابه لدورني وال قارب الطيران الألماني. في مايو من عام 1927، قام تشارلز ليندبيرغ بأول رحلة منفردة عبر الأطلسي دون توقف على متن طائرة (بين مدينة نيويورك وباريس). كانت ثاني رحلة منفردة تحمل راكبًا بقيادة كليرنس دنكان تشامبرلين في 6 يونيو 1927. اقترح إدوارد آر. أرمسترونج سلسلة من المطارات البحرية المثبتة لتزويد الطائرات بالوقود خلال العبور.